# Total Annihilation
Total Annihilation (englisch für „Totale Vernichtung“, von lat.: annihilatio „das Zunichtemachen“) ist ein Echtzeit-Strategiespiel aus dem Jahr 1997 für Windows und Mac OS Classic des Unternehmens Cavedog Entertainment. Es zeichnete sich durch ein konsequentes large-scale Konzept aus: üppige Raum- und Verbandsgrößen und realistische Modellierung von strategisch-taktisch bedeutsamen Waffengattungen wie Artillerie und Nuklearwaffen. Chefentwickler war Chris Taylor, welcher später bei Gas Powered Games einen Nachfolger im Geiste erstellte, Supreme Commander. Nach der Schließung der Cavedog Studios 1999 fielen die Rechte an Infogrames, welche erst 2010, mit der Wiederveröffentlichung von Total Annihilation als Download, wiederbelebt wurden. Im Juli 2013 erwarb Wargaming.net die Rechte an Total Annihilation bei einer Versteigerung im Rahmen des Atari-Insolvenzverfahrens.

## Bedeutung
Total Annihilation ist ein Echtzeit-Strategiespiel der zweiten Generation nach Dune II – Kampf um Arrakis und Command & Conquer, welches mit einigen Innovationen das Genre weiter entwickelte. Hierzu gehörte eine umfassendere Kontrolle sowohl über einzelne Einheiten, als auch Einheiten-Gruppen, wie sie zuvor nur in rundenbasierten Spielen möglich gewesen ist. Erreicht wurde dies durch Erweiterungen der grafischen Benutzeroberfläche, wie z. B. der Möglichkeit der beliebigen Gruppierung von Einheiten zu Verbänden und dem beliebigen Aneinanderreihen von verschiedenen Befehlen (wie Bewegung, Angriff, Patrouille). Auf der Seite der Spielweltsimulation besitzt Total Annihilation eine ballistische Modellierung für Geschosse, welche sowohl die Höhe der Landschaft als auch die Ausmaße von Fahrzeugen berücksichtigt, also dreidimensional ist. Die maximale Größe des Spielfeldes und die gleichzeitig simulierbare Einheitenanzahl übertrifft beispielsweise die von Command & Conquer um ein Vielfaches. Ein graphisches Novum im Echtzeit-Strategiespielgenre waren die als texturierte Polygone modellierten anstatt der bisher verwendeten Sprite-basierenden Einheiten.

## Entwicklungsgeschichte
Cavedog wurde als Unterabteilung von Humongous Entertainment gegründet um Computerspiele für Erwachsene zu machen, ein neues Feld für Humongous. Chris Taylor konnte den Chef Ron Gilbert von seiner Vision eines large-scale Echtzeitstrategiespiels jenseits von Command & Conquer überzeugen und so wurde Total Annihilation das erste Projekt von Cavedog. Für das TA-Team wurden 1996 viele ehemalige Entwickler der im selben Jahr geschlossenen Square-Abteilung in Redmond engagiert, darunter Spielmusikkomponist Jeremy Soule und Designer Clayton Kauzlaric, der das Graphikkonzept für TA entwarf. Die Graphikengine wurde u. a. von Jonathan Mavor entwickelt (welcher später auch an Supreme Commander mitarbeitete).
Nach zwei Jahren Arbeit wurde es 1997 veröffentlicht und konnte sich bei der Presse und Reviews gegen den eigentlichen Favoriten des Jahres im RTS-Genre, Dark Reign, durchsetzen. Dementsprechend wurde es international mit vielen Spiel des Jahres Auszeichnungen bedacht. Teil der TA-Promotion war auch eine starke Nutzung des Webs für regelmäßige Angebote an frei herunterladbaren Add-ons wie Karten und Einheiten. Dies hatte eine starke Online-Community zur Folge, mit einem eigenen Online Service, genannt Boneyards (nicht mehr aktiv) für Online Matches zwischen TA-Spielern.
Projektleiter und Spieldesigner Chris Taylor verließ Cavedog kurz vor der Veröffentlichung der ersten TA-Erweiterung Total Annihilation: Core Contingency um seine eigene Entwicklungsfirma zu gründen, Gas Powered Games. Trotz dieses Verlustes veröffentlichte Cavedog noch eine weitere Erweiterung: Total Annihilation: Battle Tactics.
Total Annihilation wurde initial in der Version v1.0 veröffentlicht, über Zwischenversionen mit den beiden Erweiterungen wurde eine finale Version 3.1c veröffentlicht, welche die maximale Einheitenanzahl pro Spieler und Kartengröße noch einmal deutlich erhöhte.
Nach der Schließung der Cavedog Studios 1999 fielen die Rechte an Infogrames (nun Atari SA) zu, womit die Zukunft der TA-Serie ungewiss wurde. Chris Taylor, welcher bei Gas Powered Games bis zu diesem Zeitpunkt an Dungeon Siege gearbeitet hatte, sah nun das Potential für ein neues large-scale Echtzeitstrategiespiel und entwickelte in den folgenden Jahren Supreme Commander, Nachfolger in Konzept und Vision, wenn auch nicht als offizieller Teil der Total Annihilation Serie.
Überraschenderweise wurde im März 2010 der Titel wiederbelebt, Total Annihilation (in der Commander Pack Version) wurde von der Stardock Corp. als Download über die Impulse-Plattform wiederveröffentlicht, Später veröffentlichte Wargaming Total Annihilation erneut bei Steam Zeitweise wurde es bei GOG.com kostenlos verteilt.
Das Spiel konnte sich auch nach vielen Jahren seit der Erstveröffentlichung eine große Fangemeinde bewahren, die u. a. Inoffizielle Patches, neue Karten und Spielerweiterungen erstellt.

## Hintergrundgeschichte

Logos der beiden Fraktionen in Total Annihilation, links der Arm-Fraktion, rechts der Core-Fraktion

Die Story, auf der das Spiel aufbaut, ist der Kampf zwischen Core und Arm, einer ursprünglich gemeinsamen Zivilisation, deren Wege sich gewaltsam an der Frage der Geist-Maschine-Übertragung trennten. Die Core-Seite entschied sich für physische Entkörperung und Transfer in mechanische Systeme und definierte sich über den, wie sie meinten, entscheidenden Kern (Core), eben den Geist, den sie zu vervielfältigbarer Software machten. Die Arm lehnten diese Reduzierung ab und reagierten auf die technologische Überlegenheit der Core mit Klonen und hochwertigen Körperrüstungen (Kbots).
Zeitrahmen ist die Endphase des über 4000 Jahre andauernden Krieges, welcher bereits annähernd alle Ressourcen der Galaxis erschöpft hat und nur durch die Auslöschung einer der beiden Seiten beendet sein wird.
Aus dem Intro

„Was als Konflikt um einen Bewusstseinstransfer von Mensch zu Maschine begann, eskalierte zu einem Krieg, der die Populationen von einer Million Welten dezimierte. Um ihrer Vorherrschaft willen haben Core und Arm die Vorräte der Galaxis restlos geplündert. Mittlerweile sind beide Seiten völlig am Ende, und doch liefern sich die Überreste ihrer Armeen immer noch erbitterte Kämpfe auf verwüsteten Planeten, angetrieben von dem Hass aus über 4000 Jahren des totalen Krieges. Ein Kampf bis auf die Knochen. Jede Seite kämpft nur für ein Ziel: Die vollständige Eliminierung der anderen.“

## Beschreibung

### Spielmechanik

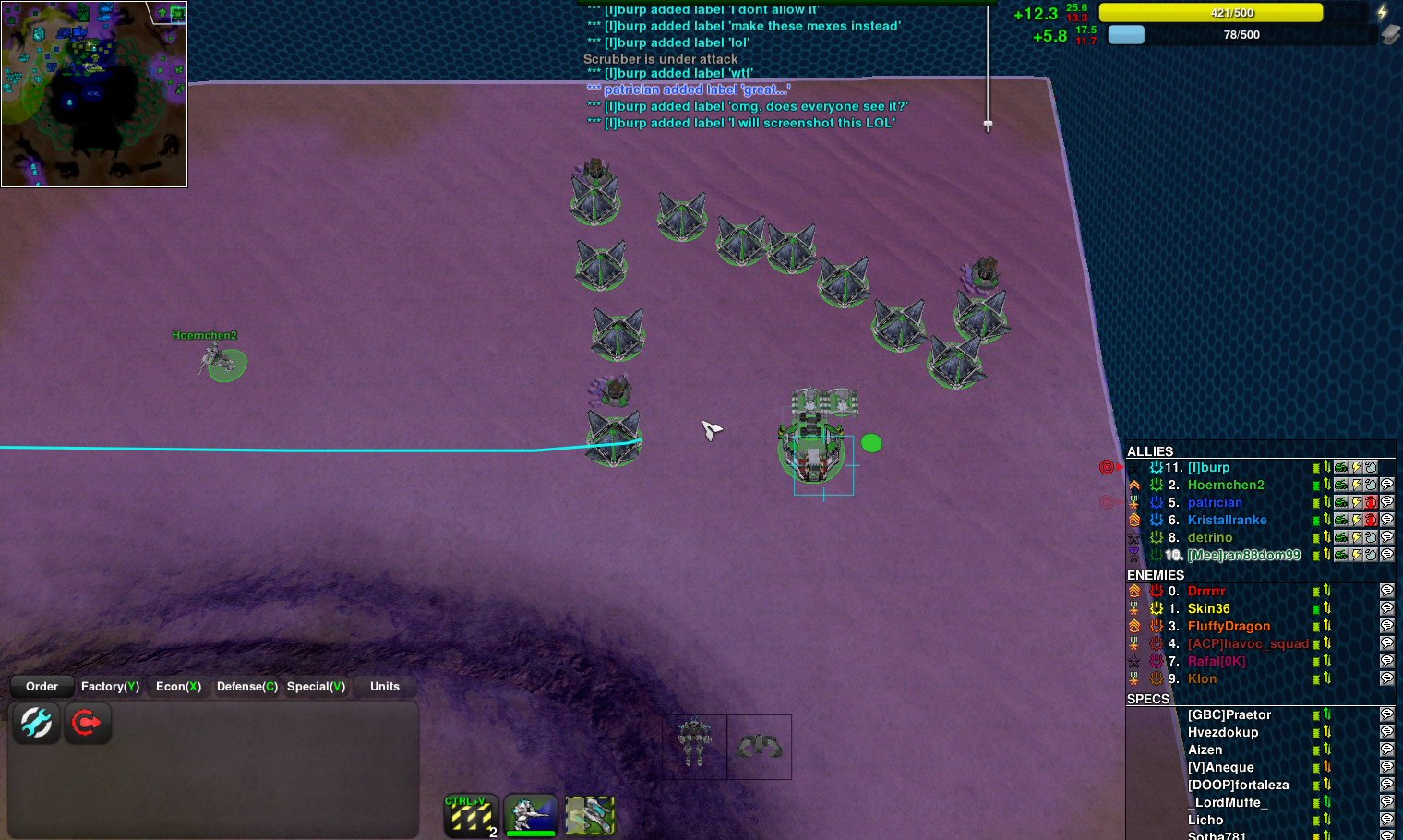
Spielbildschirm eines repräsentativen TA-Clones, Zero-K auf Basis der Total Annihilation: Spring-Engine:
mitte: Sicht von schräg-oben auf Teil des Spielfelds
links-oben: Übersichtskarte des gesamten Spielfelds
links-unten: Befehlsmenu
unten-mitte: Einheiten der gewählten Gruppe
rechts-unten: Anzeige der Mitspieler
rechts-oben: Ressourcenanzeige in Balkenform

Ausgetragen wird dieser Kampf nicht im Weltraum, sondern auf den um die Rohstoffe umkämpften Planetenoberflächen. Die Darstellung ist isometrisch (dreidimensional von schräg oben gesehen), der Blickwinkel kann nicht geändert werden.
Die Einheiten in TA sind keine Sprites (also nur Bitmaps), sondern echte polygonbasierende Modelle. Selbiges gilt für den Untergrund, welcher eine texturbezogene Höhenkarte ist, deren unterschiedliche Höhe zum Tragen kommt, indem zum Beispiel Geschosse an Höhenzügen abprallen oder sich die Reichweite von Geschossen verbessert, die von erhöhten Stellungen abgeschossen werden.
Das Wirtschaftsmanagement von Total Annihilation basiert auf zwei Ressourcen, Metall und Energie. Prinzipiell sind sie unbegrenzt verfügbar, über Sieg und Niederlage kann aber die Geschwindigkeit des Nachschubes entscheiden, welcher für verheerende Materialschlachten benötigt wird. Die Komplexität des Spiels ergibt sich aus den großen strategischen Möglichkeiten durch ein breites Waffenarsenal in den drei Truppengattungen Heer, Luftwaffe und Seeflotte. Im Gegensatz zu anderen Spielen diese Genres ist das Gleichgewicht zwischen Angriffs- und Verteidigungsstrategien ausgeglichen, statische verteidigungsbasierte Stellungskriege sind ebenso möglich wie auch kombinierte schnelle Blitzkriege.
Entscheidende Einheit auf beiden Seiten ist ein führender Commander, welcher zwar schwer armiert ist, dessen Vernichtung aber zur Niederlage seiner Armee führt.
Total Annihilation kann sowohl gegen den Computer (in Missionen oder freien Kämpfen) als auch gegen andere Spieler im LAN oder im Internet gespielt werden.

### Boneyards

Cavedog Boneyards Logo (1999)

Der Cavedog eigene Onlineservice Boneyards erlaubte nicht nur Online Matches zwischen mehreren TA-Spielern, sondern beinhaltete auch ein Master-of-Orion-artiges Metaspiel namens Galactic War für TA. Ein Spieler der sich bei Boneyards anmeldete hatte die Wahl zwischen den beiden Parteien, ARM oder CORE, denen er beitreten konnte. Das Spiel handelte in einem Sektor der Galaxis mit dessen Planeten um die von den angemeldeten Spielern gekämpft wurde. Auf der Sektorenkarte war der aktuelle Kriegsverlauf verzeichnet, blaue Planeten waren von ARM erobert, rot von CORE und in gelb bezeichneten gerade umkämpfte Planeten. Ziel war es, bis zum Heimatplaneten der anderen Fraktion vorzustoßen. Galactic War Kämpfe wurden generell 1 vs 1, 2 vs 2 oder 3 vs 3 ausgetragen, obwohl das System auch 5 vs 5 erlaubt hätte.

### Soundtrack
Der von Jeremy Soule komponierte Soundtrack des Spiels besteht aus klassischer Instrumentalmusik welche von einem 96-köpfigen Sinfonieorchester eingespielt wurde. Die verschiedenen Stücke reichen von laut und hektisch bis ruhig und beängstigend und werden dem Spielgeschehen (Kampf, Aufbau, Niederlage) entsprechend ausgewählt abgespielt. Die Titel sind wie zu der damaligen Zeit üblich im normalen Audio-CD Format auf den CD-ROMs vorhanden, sodass man sie mit einem gewöhnlichen CD-Spieler abspielen kann (wobei der erste Titel der CD die Daten darstellt und somit nicht angehört werden kann).

### Ressourcen und Wirtschaft
Ökonomisches Modell
Das ökonomische Modell basiert auf zwei Ressourcen, Metall und Energie. Annähernd jede Einheit und Gebäude produziert und/oder verbraucht eine oder beide Ressourcen pro Zeit für die Aufrechterhaltung der Funktionalität. Generierte Ressourcen die zu diesem Zeitpunkt von keinem Verbraucher verwendet werden gehen verloren. Umgekehrt, plötzliche Ressourcenbedarfsspitzen, die nicht gedeckt werden können, führen zum Pausieren der Aktion des Verbrauchers. Deswegen kommt als dritter bedeutender ökonomischer Parameter die Zeit hinzu, die vom Spieler in Betracht gezogen werden muss, um Verbrauch und Erzeugung pro Zeit im Gleichgewicht zu halten.
Mittel des ökonomischen Mikromanagement hierzu sind die zeitliche Reihung und die Parallelisierung der Produktionsbefehle auf die Produktionseinheiten und im Ressourcenmangelfall die explizite Deaktivierung/Pausieren von Dauerverbrauchern (Produktionsstätten) und Aktionen (Produktion). Außerdem können Ressourcenspeicher bereitgestellt werden, welche extreme Produktions- oder Bedarfsspitzen an Energie (z. B. Artillerie Big Bertha) oder Metall (Produktion) als auch den Ausfall von Ressourcenproduktionsstätten temporär abfangen können.
Produktionseinheiten generieren selbst jeweils eine geringe Ressourcenmenge und können eine gewisse größere Ressourcenmenge pro Zeit in Produktionstätigkeiten umsetzten. Es existieren Produktionseinheiten in mehreren Truppengattungen: Luftwaffe, Rad- und Kettenfahrzeuge, Bots und Marine. Bauflugzeuge sind sehr beweglich und können schnell an den schwer zugänglichen Stellen (z. B. auf Gebirgskämmen) Gebäude oder Verteidigungsanlagen errichten. Große, sperrige Fahrzeuge stellen das andere Extrem dar – diese verbauen zwar eine große Menge an Ressourcen, sind aber sehr unbeweglich und können teilweise nur schwer zwischen Gebäuden manövrieren.
Produktions-Hierarchie
Organisiert sind Einheiten und Gebäude in einer vier Schichten umfassenden vertikalen Hierarchie, nummeriert von 0 bis 3. Der Commander befindet sich auf Stufe 0 und produziert Einheiten und Gebäude der ersten Stufe, die dritte und letzte Hierarchiestufe umfasst nur wenige aber sehr mächtige Experimentaleinheiten.
Produktionseinheiten einer niedrigeren Stufe können die Voraussetzungen für (Produktions-)Einheiten der nächsten Stufe schaffen, der Ressourcenbedarf und Zeitbedarf wächst von Stufe zu Stufe deutlich an.
Prinzipiell gilt die Faustregel, dass Produktionseinheiten höherer Stufe deutlich mehr Ressourcen pro Zeit umsetzen können, dafür jedoch keine Einheiten und Gebäude einer anderen Stufe erstellen können. Produktionseinheiten können nur Einheiten und Gebäude der eigenen Truppengattung produzieren und zusätzlich eine kleine Menge an Gebäuden der Stufe null.
Jede Konstruktionseinheit kann beim Bau/Reparatur von Gebäuden oder Einheiten in Fertigungsgebäuden mithelfen – auch wenn das Gebäude ursprünglich nicht von ihm erstellt wurde – je mehr Produktionseinheiten verfügbar sind, desto schneller ist der Bau fertiggestellt. So kann z. B. mit einem Level 2 Konstruktionsflugzeug ein Fusionskraftwerk erstellt werden, der Bau aber mit dem Commander und/oder mit mehreren Level 1 Konstruktionsfahrzeugen (die das Fusionskraftwerk selbst nicht erstellen können) beendet werden.
Ressource Metall
Metall ist die Stammressource aus der Einheiten und Gebäude erstellt werden, überwiegend der Metallwert einer Einheit bestimmt, wie schnell sie gebaut werden kann (vorausgesetzt es ist genug Energie verfügbar) – vorwiegend wird der Rohstoff über Metallextraktoren und/oder über Mohominen (Stufe 2) gewonnen, diese Gebäude entziehen dem Boden an geeigneter Stelle Metall. Je größer das Vorkommen, desto mehr wird innerhalb einer gewissen Zeitspanne produziert. Die Alternative sind Metallschmelzen, diese erzeugen Metall direkt aus Energie, verbrauchen dafür ein Vielfaches der Metallminen. Nebenher lassen sich zerstörte Gebäude bzw. Einheiten oder einfach nur Felsen durch geringen Energieeinsatz einmalig in Metall recyclen bzw. „aufsaugen“, welches kurzzeitig eine große Menge an Metall bereitstellt die ohne Metallspeicher für spätere Verwendung verloren gehen würde.
Ressource Energie
Energie kann in beliebigen Mengen mit höherleveligen Gebäuden, wie z. B. Fusionskraftwerken, sehr schnell produziert aber auch mit strategischen Überwaffen der höheren Level (z. B. der „Big Bertha“) sofort wieder verbraucht werden. Produktionsstätten wie z. B. Metallschmelzen stellen dagegen Grundlast-Energieabnehmer dar. Um konstanten Energie-Nachschub zu gewährleisten bzw. für kurzzeitigen Mehrbedarf gerüstet zu sein, können Energiespeicher angelegt werden. Bäume oder andere pflanzliche Reste können durch den Einsatz von Konstruktionseinheiten oder dem Commander einmalig in Energie umgewandelt werden.
Die komplette Wirtschaft basiert quasi auf einem Gleichgewicht zwischen verbrauchten und produzierten Ressourcen. Da ein Einheitenlimit von üblicherweise 250 Einheiten pro Spieler existiert, wird der Spieler zu verschwenderischen Materialschlachten genötigt.

### Waffengattungen und Einheiten
Commander
Im Mittelpunkt des Spiels steht der sogenannte Commander. Der Commander kann Gebäude errichten, tiefe Gewässer durchqueren und ist außerdem schwer bewaffnet. Er kann aber auch Kbot-Fabriken und andere Baueinheiten bei der Produktion unterstützen, die Wracks von Fahrzeugen, Gebäuden und Kbots wieder in brauchbares Metall umwandeln (Recycling) und auch beschädigte Kbots und Gebäude wieder reparieren.
Die Zerstörung des Commanders zieht eine verheerende Explosion nach sich. Eine Mod für den Mehrspieler-Modus ermöglicht ein Spiel, das durch den Verlust des Commanders verloren wird.
Kbots
„Kbot“ ist das Akronym für Kinetic Bio-Organic Technology/Tissue (Bewegliche(s) Bio-Organische(s) Technologie/Gewebe).
Der Kbot ist ein Roboter, welcher durch Telepathie (Core) gesteuert wird beziehungsweise eine Körperrüstung, welche von einem Klon (Arm) gesteuert wird. Es gibt verschiedene Arten von Kbots. Zum Beispiel gibt es den Konstruktions-Kbot, der mit einem Strahl aus Energie und Metall (Nano-Strahlen) Gebäude bauen kann. Weiterhin gibt es Kbots für alle Einsatzzwecke: Infanterie, Raketenwaffen, Artillerie, Flugabwehr, Scharfschützen etc. Kennzeichnend ist, dass es eine „Standard“-Kbot-Fabrik und eine fortgeschrittene Kbot-Fabrik gibt, welche nur von einem Konstruktions-Kbot gebaut werden kann. Diese stellt wesentlich schwerere Kbots her.
Rad- und Kettenfahrzeuge
Fahrzeuge werden in der Fahrzeugfabrik hergestellt. Auch hier haben die verfügbaren Einheiten ähnliche Rollen wie die Kbots. Neben dem Baufahrzeug gibt es Aufklärungsfahrzeuge, leichte, mittlere, schwere und sogar tauchfähige Panzer, Raketenwerfer, Laserpanzer und auch Radarstörfahrzeuge.
Wie bei allen anderen Einheitentypen auch lässt sich auch vom Konstruktionsfahrzeug eine verbesserte Fabrik bauen, welche nochmals schwerere Fahrzeuge herstellt.
Kbots und Fahrzeuge sind in der Lage, flache Gewässer zu durchqueren.
Luftwaffe
Auch hier gibt es eine klare Rollenverteilung mit Jagdflugzeugen, leichten und schweren Bombern, Stealthflugzeugen, Kampfhubschraubern, Torpedobombern und Transportflugzeugen. Sogar AWACS und Aufklärer sind enthalten. Spezialisierte Flugzeuge wie Stealth-Jäger und Torpedobomber sind erst mit der fortgeschrittenen Flugzeugfabrik verfügbar.
Flugzeuge landen zur Reparatur automatisch auf zu diesem Zweck zu bauenden Landeplätzen oder Flugzeugträgern.
Marine
Werften für den Schiffbau müssen im Wasser errichtet werden. Die normale Werft produziert nur leichte Einheiten wie Schnellboote oder Zerstörer; in der fortgeschrittenen Werft dagegen können auch schwere Einheiten wie Kreuzer, Schlachtschiffe, Flugzeugträger und Jagd-U-Boote gebaut werden. U-Boote lassen sich nur von Marineeinheiten mit Sonar orten. Ebenso können sie nur mit Torpedos und Wasserbomben bekämpft werden.
Das Konstruktionsschiff ist in der Lage, spezielle Gebäude für den Hochseeeinsatz zu bauen. Dazu gehören neben schwimmenden Geschütztürmen und Torpedowerfern auch Gezeitenkraftwerke und Sonarstationen.

## Nachfolger

### Erweiterungen
Es gibt zum Original-Spiel mehrere offizielle Erweiterungen: Die Core-Offensive (Core Contingency), veröffentlicht am 30. April 1998, sowie Battle Tactics, veröffentlicht am 30. Juni 1998. Sie erweiterten das Spiel um neue Kampfeinheiten, neue Karten und neue Computergegner (KIs = Künstliche Intelligenzen). „Die Core Offensive“ bot zudem nicht nur unzusammenhängende Missionen, sondern auch eine neue Kampagne pro Seite. Das Hauptspiel zusammen mit den beiden Erweiterungen wurde später als Commander Pack vertrieben.
Außerdem gibt es unzählige Erweiterungen von Fans, die ebenfalls neue Kampfeinheiten, Karten und Computergegner, aber auch Patches für das Spiel beinhalten, welche Fehler oder Einschränkungen beheben. Ebenfalls durch 3rd-Party-Hersteller wurden neue Rassen für das Spiel eingeführt.

### Total Annihilation: Kingdoms
Der Titel Total Annihilation: Kingdoms, veröffentlicht am 25. Juni 1999, war ein Nachfolger mit Fantasy-Szenario, ebenfalls von Cavedog. Es wurde bei Fans und Kritik kein großer Erfolg, möglicherweise wurde von vielen Fans das neue Fantasy-Szenario abgelehnt, auch waren echte Innovation gegenüber TA nicht vorhanden. Trotzdem erschien die Erweiterung The Iron Plague.

### Supreme Commander
Am 16. Februar 2007 veröffentlichte Lead Designer Chris Taylor mit seinem eigenen Entwicklungsstudio Gas Powered Games einen inoffiziellen Nachfolger zu Total Annihilation mit dem Titel Supreme Commander.

### Spring

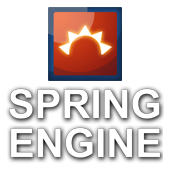
Logo der Spring-Engine

Spring, ursprünglich Total Annihilation: Spring, ist ein Open-Source-Projekt mit dem Ziel, eine alternative Engine für einen TA-Clone zu schaffen. Ursprünglich von einer Gruppe namens Swedish Yankspankers als 3D TA Demo Viewer erschaffen, weiteten sie das Programm bald zu einer kompletten Engine für die TA-Einheiten- und Kartendaten aus.
Auch wenn inzwischen die Entwicklungsziele weitergefasst sind, kann Spring weiterhin die TA-Originaleinheiten nutzen und kommt so spielerisch dem Original sehr nahe. Mittlerweile hat die Community auch eigene TA-Mods geschaffen, die ohne proprietäre Daten auskommen.

### Total Annihilation Demo Recorder
Ein Fanprojekt, das die Aufnahme von Multiplayer-Spielen gestattet. Ein aufgenommenes Spiel wird im Format *.tad gespeichert und erlaubt die nochmalige Wiedergabe eines Spiels als Spectator – Zuschauer – in der Spiel-Engine.

### Planetary Annihilation
Von einigen ehemaligen Total-Annihilation- und Supreme-Commander-Entwicklern und dem Uber-Entwicklungstudio wurde im August 2012 ein von Total Annihilation inspirierter Nachfolger namens Planetary Annihilation über die Crowdfunding-Plattform Kickstarter mit 900.000 $ erfolgreich finanziert. Bei diesem ist geplant, dass sich Schlachten auch über mehrere sphärisch modellierte Planeten gleichzeitig erstrecken können. Durch das Erreichen des Ziels von 1,8 Millionen US$ wurde eine Erweiterung des Spiels auf eine galaktische Ebene (ähnlich Galactic War) ermöglicht.

## Rezeption
Total Annihilation wurde im Allgemeinen positiv von Kritik und Spielern aufgenommen, war jedoch kommerziell nur mittelmäßig erfolgreich und populär und blieb lange Zeit eine Art Geheimtipp. Die andauernde Popularität bei den Fans und eine retrospektive Rezeption durch die Fachpresse als Meilenstein der RTS-Geschichte machten TA erst nachträglich breiteren Spielerkreisen bekannt.
PC Games merkte an, dass die 3D-Landschaft im Gegensatz zu Dark Reign deutlich sichtbar sei und zudem das taktische Vorgehen nachhaltig beeinflusse. Von einer Auszeichnung wurde abgesehen, da die Kampagne eintönig sei und der Tank Rush als Taktik im Spiel dominiere. Im Mehrspieler hingegen setze Total Annihilation neue Maßstäbe. PC Player zählte Total Annihilation zu den besten Echtzeitstrategiespielen des Jahres. Leichte Einheiten seien kein Kanonenfutter, sondern können Berge erklimmen und einen Höhenvorteil ausspielen. Die in 3D gerenderte Einheiten seien ansehnlich insbesondere bei den Flugeinheiten. Die Szenarien seien fein austariert, für Langzeitmotivation sei gesorgt. Die symphonische Klangkulisse sorge für Atmosphäre. Lediglich die hohen Anforderungen an die Hardware und das Fehlen eines Level-Editors wurden bemängelt. Power Play bemängelte kindlich anmutenden Designs der Einheiten, die deplatziert wirken. Die KI sei gut. Stimmungsvolle Details etwa bei den Explosionen und die Veränderbarkeit der Landschaft runden den guten Eindruck ab.
In den USA wurden im Jahr der Veröffentlichung 84.000 Exemplaren verkauft. Im Laufe der Zeit wurden jedoch 500.000 Exemplare abgesetzt.

### Auszeichnungen
Total Annihilation erhielt eine große Anzahl Auszeichnungen, unter anderem:
| - The number one Real-Time Strategy Game of all time. GameSpy 2004 - Best Game of All Time. PC Games 1998 - Gamer’s Choice Award, Best Real-Time Strategy Game, PC Gamer - 1998 Blister Award Winner, Best Strategy Game of 1997, Electric Playground - 1997 Game of the Year, GameSpot - Best Strategy Game of 1997, GameSpot - Best Multiplayer Game 1997, GameSpot - Best Music 1997, GameSpot - Aufnahme in „The Greatest Games of All Time“, GameSpot - 1997 Game of the Year. GameSpot Reader’s Choice Awards - 1997 Best Strategy Game. GameSpot Reader’s Choice Awards - 1997 Best War Game. Happy Puppy's Golden Fire Hydrant Award - 1997 Best Strategy Game. PC Guru Magazine, Ungarn - Best RTS Game. GAME.EXE Magazine, Russland 1998 - Best Game of the Year 1997. PC Soluces, France - Silver Trophy Award. PC Magazine Loisirs, France - Top Game Award for Five Consecutive Months. PC Jeux France - Best RTS Game 1997. Reader’s Choice Award, PC Gamer Online - Best Real-Time Strategy Game 1997. The Adrenaline Vault - Best Strategy Game 1997, Reader’s Award, Games Domain - 1997 Game of the Year, CompuNews - 1997 Best Sound/Music, GamePen - Best Strategy Game of 1997, Gamezilla.com - Game of the Year, Game Review Central - Best Real-Time Strategy Game of 1997, Ultra Game Players Magazine - CG Choice Award, Computer Gaming World, 1998 - Best of the Best A+ Award, PC Games 1998 - Family PC Tested-Recommended, Family PC 1998 - Stamp of Approval, Computer Games Strategy Plus | - Editor’s Choice Award 1997, Online Gaming Review - Special Achievement in Music 1997, Online Gaming Review - Best Game of the Year 1997, Honorable Mention, Online Gaming Review - Best Game of 1997, Reader’s Knockout Poll Award, Games Domain Review - Best PC Game of 1997, Video Games Palace - Gaming Product of the Year 1997, MeccaWorld - Best Strategy Game of 1997, Gamesmania - Gold Player Top-Rated 5 Star Award, PC Games - Gold Award, PC Action - Top Rated 5 Star Award 1997, PC Gaming World UK - Platin Award, PC Power - Innovation in Gaming Award 1997, PC Review - Editor’s Choice Award, Game Worlds Network - Editor’s Choice Award, Gaming Age - Editor’s Choice Award 1997, All About Games - Awesome! Award 1997, Game Briefs - Killer Game Award 1997, The Cheater’s Guild - OGR Preferred Award, Online Gaming Review - X-Picks Dazzler for 1997, Gamecenter - Hot! 4 Star Award, GAMERZedge - Hands-On Award, PC GamePro - Editor’s Pick Award 1997, GameSpot - Buy Now! Award, San Francisco Guardian Plug & Play - Star Player Award, Games Machine - GamePower’s 4-Lightning Bolt Award 1997 - GamePen’s Best of E3 Award 1997 - Top 12 Games of Autumn. PC Games Europe - Hot Property Award 1997. MeccaWorld |